# Bellas de noche (documental)
Bellas de noche és una pel·lícula documental mexicana de 2016, l'òpera prima de la cineasta María José Cuevas, que mostra una mirada de la glòria, l'ocàs i el ressorgiment de cinc de les principals vedettes que van triomfar a Mèxic en les dècades de 1970 i 1980.

## Sinopsi
Elles van ser les Reines de la Nit al Mèxic nocturn dels anys 1970's i 1980's. Els noms de les vedettes il·luminaven els carrers de la Ciutat de Mèxic des de les marquesines dels centres nocturns, cabarets i teatres de la capital. Però el temps va passar. La vida nocturna va canviar a Mèxic. Nous tipus d'entreteniment les van reemplaçar i les vedettes semblaven haver quedat en l'oblit.
Avui, a més de trenta anys del seu èxit en la vida nocturna del país, Bellas de noche explora les vides de cinc de les principals vedettes dels anys daurats: Olga Breeskin, Lyn May, Rossy Mendoza, Wanda Seux i la Princesa Yamal. La pel·lícula les mostra tal com estiguin unes dècades més tard. La cirurgia estètica ha deixat la seva petjada. Olga Beeskin és evangèlica, Wanda Seux viu enmig d'una gossada de gossos, Princesa Yamal va ser condemnada després exonerada pel robatori del Museu Antropològic de Mèxic... Mostrant estrelles de la nit 40 anys després, la pel·lícula mai jutja, però qüestiona sobre el que produeix aquesta vida de glamur i ostentació...

## Repartiment
- Olga Breeskin
- Lyn May
- Rossy Mendoza
- Wanda Seux †
- Princesa Yamal

### Aparicions incidentals (arxiu o cameos)
- Alfonso Zayas
- Andrés García
- César Costa
- Héctor Suárez †
- Jacobo Zabludovsky †
- Jaime Moreno
- Lalo "El Mimo"
- Manuel "El Loco" Valdés †
- Thelma Tixou †
- Verónica Castro

## Producció
El títol evoca la cinta homònima, primera pel·lícula de l’anomenat cine de ficheras, que data de 1975.
La idea de María José Cuevas de retre homenatge a aquestes figures sorgeix des de la seva infància. Filla del prestigiat artista plàstic mexicà José Luis Cuevas, va tenir contacte amb diverses d'aquestes dones, que eren amigues del seu pare. Anys després, va tenir una trobada amb la Princesa Yamal, qui va realitzar una sessió de dansa àrab enfront d'ella, amb el que li va donar la idea de produir aquest documental, la realització del qual es va prolongar durant tota una dècada. El film lliura un exercici en el qual els contrastos del temps surten a la llum i es revela el que hi ha darrere de l'espectacle. Es pot apreciar un exercici honest, dinàmic i eficaç en el qual queda la curiositat per conèixer més detalls. Encara que el documental va sorgir de la idea de retre homenatge a aquestes dones, la relació entre elles i la directora, María José Cuevas, es va fer tan pròxima que es van convertir en una família. Les vedettes Thelma Tixou, Sasha Montenegro i la Princesa Lea també van ser considerades per a participar en el documental, negant-se per motius diversos. Les dues últimes apareixen en els crèdits finals en la secció d'agraïments.
La pel·lícula es veu afavorida a més per un enriquidor material d'arxiu.
Bellas de noche (jal costat del documental Tempestad, de Tatiana Huezo), és la primera pel·lícula documental de la història en ser nominada en la categoria de Millor Pel·lícula en la LIX edició dels Premis Ariel de l'Academia Mexicana de Artes y Ciencias Cinematográficas.

## Recepció
| « | "La película muestra al espectador una faceta más profunda de la vida actual de estas cinco vedettes. Mujeres que, a pesar de los años y de haber llevado su vida al extremo, se muestran llenas de vida y con una condición física envidiable". No solo han logrado reinventarse y sobrevivir en el mundo del espectáculo, sino también en la vida misma. Entre risas y lágrimas, la cinta refleja el paso de los años, las emociones y los retos personales por la vida de cada una de estas mujeres. | » |

## Premis
Festival Internacional de Cinema de Morelia
| Any  | Categoria                                                                      | Resultat   |
| ---- | ------------------------------------------------------------------------------ | ---------- |
| 2016 | Premi Guerrero de la Premsa al Millor Documental Mexicà                        | Guanyadora |
| 2016 | Premi Guerrer ode la Premsa al Millor Documental Mexicà realitzat per una dona | Guanyadora |
| 2016 | Millor Llargmetratge Documental Mexicà                                         | Guanyadora |

Festival Internacional de Cinema de Los Cabos
| Any  | Categoria                                            | Resultat   |
| ---- | ---------------------------------------------------- | ---------- |
| 2016 | Premi Guerrer del públic al Millor Documental Mexicà | Guanyadora |

Premis Ciutat de Mèxic
| Any  | Categoria                  | Resultat   |
| ---- | -------------------------- | ---------- |
| 2016 | Millor Pel·lícula de l'Any | Guanyadora |

Festival Internacional de Cinema de Panamà
| Any  | Categoria                    | Resultat   |
| ---- | ---------------------------- | ---------- |
| 2017 | Millor Pel·lícula Documental | Guanyadora |

Premis Luminus
| Any  | Categoria                    | Resultat   |
| ---- | ---------------------------- | ---------- |
| 2017 | Millor Pel·lícula Documental | Guanyadora |

46a edició de les Diosas de Plata
| Any  | Categoria                    | Resultat |
| ---- | ---------------------------- | -------- |
| 2017 | Millor Pel·lícula Documental | Nominada |

LIX edició dels Premis Ariel
| Any  | Categoria                                  | Resultat |
| ---- | ------------------------------------------ | -------- |
| 2017 | Millor Pel·lícula (Dir. María José Cuevas) | Nominada |
| 2017 | Millor Llargmetratge Documental            | Nominada |
| 2017 | Millor Edició (Ximena Cuevas)              | Nominada |
| 2017 | Millor Opera Prima (María José Cuevas      | Nominada |

- Festival de Cinema Documental d'Amsterdam (Selecció oficial)
- Festival Internacional de Cinema de Toronto (Selecció oficial)[4]
- Festival de Cinema de Telluride (Selecció oficial)
- Festival Internacional de Cinema de Cartagena de Indias (Selecció oficial)[5]
- Festival Internacional de Cinema de Palm Springs (Selecció oficial)[6]
- Buenos Aires Festival Internacional de Cinema Independent - Selecció Oficial[7]
- Film Society Lincoln Center – Projecció especial[8]
- Festival Cinema du Monde de Sherbrooke - Selecció Oficial[9]
- Mexico Now Festival New York - Selecció Oficial[10]